# Herzliya
Herzliya (Herzeliyya) (Hebraisk: הרצליה) er beliggende nord for Tel Aviv (omkring 15. minutters kørsel) og betragtes som en af Israels mest eksklusive byer. Ved stranden og på skråningerne ned mod kysten (Herzliya Pituah) ligger der mange store pragtvillaer, hvor eliten i det israelske samfund bor lige fra intellektuelle til de velhavende samt mange diplomater og ambassadører. Byen har mange eksklusive hoteller og restauranter, nogle af Israels bedste strande og Israels største marina. I en anden del af byen findes der mange kendte højteknologiske virksomheder inden for især kommunikation og informationsteknologi.
Herzliya blev grundlagt i 1924 som et landbrugscenter og er opkaldt efter Theodor Herzl. Byens flag har syv stjerner, efter Theodor Herzl ideal om en syv timers arbejdsdag. Der er en lille lufthavn (LLHZ), to indkøbscentre, en marina, tre biografer, et sportscenter, et professionelt basketball og fodboldshold og tre skoler.
Herzliya har ca. 100.000 indbyggere. 

## Klima
| Vejr for Herzliya               | Vejr for Herzliya | Vejr for Herzliya | Vejr for Herzliya | Vejr for Herzliya | Vejr for Herzliya | Vejr for Herzliya | Vejr for Herzliya | Vejr for Herzliya | Vejr for Herzliya | Vejr for Herzliya | Vejr for Herzliya | Vejr for Herzliya | Vejr for Herzliya |
|                                 | Jan               | Feb               | Mar               | Apr               | Maj               | Jun               | Jul               | Aug               | Sep               | Okt               | Nov               | Dec               | År                |
| ------------------------------- | ----------------- | ----------------- | ----------------- | ----------------- | ----------------- | ----------------- | ----------------- | ----------------- | ----------------- | ----------------- | ----------------- | ----------------- | ----------------- |
| Gennemsnitlig maks °C           | 16,5              | 16,7              | 18,2              | 22,8              | 24,9              | 27,5              | 29,4              | 30,2              | 28,4              | 25,3              | 22,4              | 18,2              | 23,4              |
| Gennemsnitlig min °C            | 8,6               | 8,8               | 10,5              | 14,4              | 17,3              | 20,6              | 23                | 23,7              | 22,5              | 18,1              | 14,6              | 10,2              | 16                |
| Gennemsnitlig nedbør mm         | 151               | 115               | 81                | 22                | 4                 | 0                 | 0                 | 0                 | 1                 | 46                | 120               | 133               | 673               |
| Kilde (20. april 2017): TurVejr |                   |                   |                   |                   |                   |                   |                   |                   |                   |                   |                   |                   |                   |

## Fodnoter
1. ↑  "Vejret i Herzliya året rundt". turvejr.com.